# Eduardo Romay
Eduardo Romay (Lima, 22 de agosto de 1995) es un voleibolista peruano que juega como Opuesto y que forma parte de la Selección masculina de voleibol del Perú. Es mayormente conocido por ser el primer peruano en jugar una Liga Asiática y Europea, por su paso por todas las categorías en Selección Nacional de sala y por el Voleibol de playa en campeonatos nacionales y participación mundialista. Romay asume la capitanía de la Selección Peruana de Voleibol Masculino el 1 de septiembre de 2018 hasta la actualidad .

## Trayectoria

### Voleibol de Sala
Inicia en el 2011 tras "intentar todo tipo de deporte"; logra su primera participación en un Sudamericano Sub-17 de Voleibol Masculino ese mismo año; asumió la capitanía de la selección en el 2012 hasta la actualidad. Hizo su debut en la Liga Nacional de Voleibol Masculino en el 2013 hasta 2017 con el Regatas Lima. Ese mismo año parte a Arabia Saudita para sumar a las filas del Jeddah Al-Ittihad, club con el que militó por la temporada 2017-2018. Dos años más tarde, Romay regresaría a las ligas extranjeras para defender los colores del Cisneros Alter en la Superliga 2 Masculina de Voleibol de España 2019-20.. En el 2020, el opuesto peruano sumaría una experiencia más en Europa, pero esta vez en la liga austriaca, con el VC Amstetten. En el año 2021, como capitán de la selección peruana de mayores disputaría el campeonato sudamericano de vóley en Brasil, donde ocuparon el 5.º lugar en el certamen. Luego en el año 2022, Eduardo pasaría a jugar a la liga turca de vóley, con el equipo “Rest Property Alanya BLD” de la ciudad de Alanya. En el año 2023, Romay fue parte de la primera edición de la Superliga de India por los “Kochi Blue Spikers“ para finalmente regresar a Perú y jugar localmente hasta la actualidad.

### Voleibol de Playa
Inicia en el 2012, teniendo como principal campeonato el Mundial Sub-19 de Voleibol Playa en Lárnaca, Chipre. Hace su debut en el Circuito Nacional de Voleibol Playa en el 2013 junto a Álvaro Hidalgo; en la temporada 2015-2017 cambia de dupla y participa en campeonatos nacionales e internacionales con Jorge Sayán.

## Clubes
- Club de Regatas Lima (Vóley) (2013-2017)
- Al-Ittihad Club (Jeddah) (2017-2018)
- Club de Regatas Lima (Vóley) (2018-2020)
- Club de Voleibol Cisneros Alter (2020)
- VC Amstetten (2020-2021)
- Rest Property Alanya BLD (2021-2022)
- Kochi Blue Spikers (2023)
- Club de Regatas Lima (Vóley) (2022-2023)

## Palmarés

### Selección nacional - Voleibol de Sala

#### Categoría Mayores
- 2013: 4.º puesto, Juegos Bolivarianos de 2013
- 2014: 4.º puesto, Juegos Suramericanos de 2014
- 2015: 7.º puesto, Campeonato Sudamericano Masculino de Voleibol de 2015
- 2017: 7.º puesto, Campeonato Sudamericano Masculino de Voleibol de 2017
- 2018:  "Subcampeón", Challenger Cup - Sudamérica
- 2018: 5.º puesto, Juegos Suramericanos de 2018
- 2018: 12.º puesto, Copa Panamericana de Voleibol Masculino de 2018
- 2019: 8.º puesto Copa Panamericana de Voleibol Masculino de 2019
- 2019: 8.º puesto Juegos Panamericanos de 2019
- 2019: 5.º puesto, Campeonato Sudamericano de Voleibol Masculino de 2019
- 2020: 4.º puesto, Preolímpico Sudamericano de Voleibol Masculino 2020
- 2021: 5.º puesto, Campeonato Sudamericano de Voleibol Masculino 2021
- 2022:  "Bronce", Juegos Suramericanos en Asunción 2022
- 2023: 7.º puesto Copa Panamericana de Voleibol Masculino de 2023
- 2023: 5.º puesto, Campeonato Sudamericano de Voleibol Masculino 2023
- 2024: 9.º puesto Copa Panamericana de Voleibol Masculino de 2024

#### Categoría Sub-23
- 2016: 5.º puesto, Campeonato Sudamericano de Voleibol Masculino Sub-23 de 2016

#### Categoría Sub-21
- 2012: 6.º puesto, Campeonato Sudamericano de Voleibol Masculino Sub-21 de 2012
- 2014: 6.º puesto, Campeonato Sudamericano de Voleibol Masculino Sub-21 de 2014

#### Categoría Sub-19
- 2012: 6.º puesto, Campeonato Sudamericano de Voleibol Masculino Sub-19 de 2012

#### Categoría Sub-17
- 2011: 7.º puesto, Campeonato Sudamericano de Voleibol Masculino Sub-17 de 2011

### Clubes
- 2013:  "Tercero", Liga Nacional Superior de Voleibol Masculino del Perú
- 2014:  "Tercero", Liga Nacional Superior de Voleibol Masculino del Perú
- 2014: 6.º puesto, Campeonato Sudamericano de Clubes de Voleibol Masculino de 2014
- 2015:  "Tercero", Liga Nacional Superior de Voleibol Masculino del Perú
- 2016:  "Subcampeón", Liga Nacional Superior de Voleibol Masculino del Perú
- 2017:  "Subcampeón", Liga Nacional Superior de Voleibol Masculino del Perú
- 2018:  "Subcampeón", Superliga Nacional de Arabia Saudita
- 2018:  "Campeón", Liga Nacional Superior de Voleibol Masculino del Perú
- 2019: 5.º puesto, Campeonato Sudamericano de Clubes de Voleibol Masculino de 2019
- 2019:  "Campeón", Liga Nacional Superior de Voleibol Masculino del Perú
- 2020: 5.º puesto, Campeonato Sudamericano de Clubes de Voleibol Masculino de 2020
- 2021:  "Subcampeón", Copa Austriaca
- 2021 4.º puesto, Liga Austriaca
- 2022 6.º puesto, Liga 1 Voleibol Turquia
- 2022:  "Subcampeón", Liga Nacional Superior de Voleibol Masculino del Perú
- 2023:  "Subcampeón", Liga Nacional Superior de Voleibol Masculino del Perú

### Selección de Perú de voleibol de playa

#### Categoría mayores
- 2014: 9.º puesto, Circuito Sudamericano de Voleibol de Playa de 2014 - Lima, Perú
- 2014:  "Tercero", Continental Cup de Voleibol de Playa (Primera Fase)
- 2014: 7.º puesto, Juegos Bolivarianos de Playa de 2014
- 2015: 9.º puesto, Circuito Sudamericano de Voleibol de Playa de 2015 - Lima, Perú
- 2015:  "Campeón", Continental Cup de Voleibol de Playa (Segunda Fase)
- 2015: 4.º puesto, Continental Cup de Voleibol de Playa (Tercera Fase)
- 2016: 9.º puesto, Circuito Sudamericano de Voleibol de Playa de 2016 - Ancon, Perú
- 2017: 9.º puesto, Circuito Sudamericano de Voleibol de Playa de 2017 - Ancon, Perú
- 2017: 9.º puesto, Grand Slam de Voleibol de Playa - Rosario, Argentina
- 2017: 9.º puesto, Circuito Sudamericano de Voleibol de Playa de 2017 - Apure, Venezuela

#### Categoría Sub-19
- 2012: 17.º puesto , Mundial U19 de Voleibol Playa - Larnaca, Chipre

#### Nacional
- 2013:  "Tercero" (Mejor obtenido), Liga Nacional Superior de Voleibol Playa - Perú
- 2015:  "Campeón" (Mejor obtenido), Liga Nacional Superior de Voleibol Playa - Perú
- 2016:  "Campeón" (Mejor obtenido), Liga Nacional Superior de Voleibol Playa - Perú
- 2017:  "Campeón" (Mejor obtenido), Liga Nacional Superior de Voleibol Playa - Perú

## Reconocimientos
- 2011: Mejor Jugador del Año, Federación Peruana de Voleibol
- 2012: Mejor Jugador del Año, Federación Peruana de Voleibol
- 2013: Mejor Ataque, Liga Nacional Superior de Voleibol Masculino del Perú
- 2013: Mejor Central, Liga Nacional Superior de Voleibol Masculino del Perú
- 2014: Mayor Anotador, Campeonato Sudamericano de Voleibol Masculino Sub-21 de 2014
- 2014: 2.º Mejor Central, Liga Nacional Superior de Voleibol Masculino del Perú
- 2016: 2.º Mejor Central, Liga Nacional Superior de Voleibol Masculino del Perú
- 2017: Mejor Central, Liga Nacional Superior de Voleibol Masculino del Perú
- 2018: Reconocimiento Mejor Jugador Cat Mayores, Federación Peruana de Voleibol
- 2018: Mejor Opuesto, Liga Nacional Superior de Voleibol Masculino del Perú
- 2019: Mejor Opuesto, Copa Panamericana de Voleibol Masculino de 2019
- 2019: Mayor Anotador, Copa Panamericana de Voleibol Masculino de 2019
- 2019: Mejor Servicio, Copa Panamericana de Voleibol Masculino de 2019
- 2019: Mejor Opuesto, Liga Nacional Superior de Voleibol Masculino del Perú
- 2020: Mejor Opuesto, Liga Nacional Superior de Voleibol Masculino del Perú
- 2021: Mejor Opuesto, Copa Austríaca
- 2022: Mejor Opuesto, Liga Nacional Superior de Voleibol Masculino del Perú
- 2023: Mejor Ataque, Liga Nacional Superior de Voleibol Masculino del Perú